# Лехнер, Альф
Альф Лехнер (нем. Alf Lechner; 17 апреля 1925, Мюнхен — 25 февраля 2017, Дольнштайн) — немецкий скульптор-абстракционист.

## Жизнь и творчество

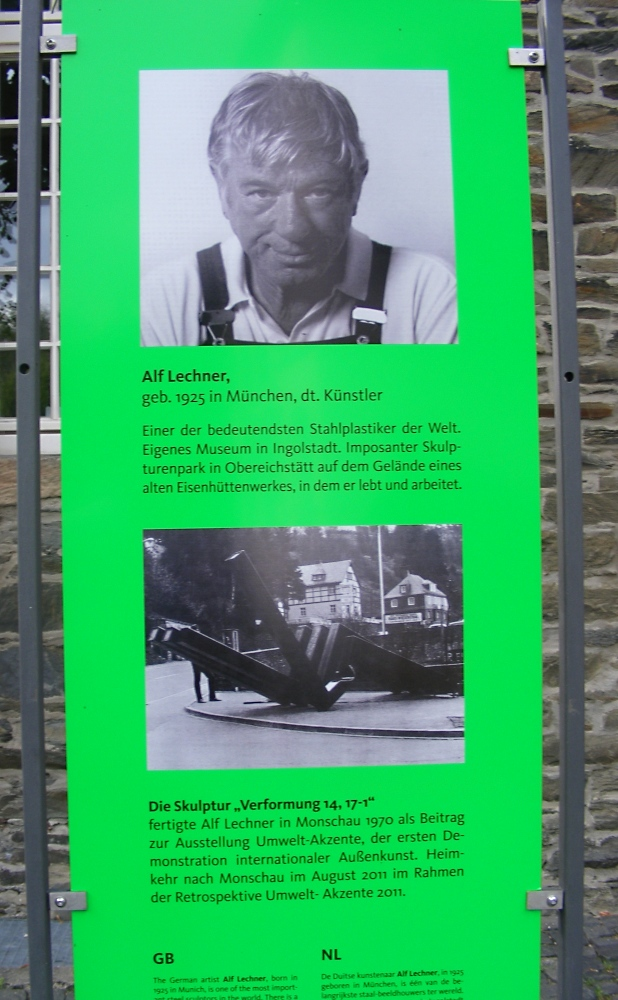
Альф Лехнер рядом с одной из своих работ в Моншау (1978)

Альф Лехнер был в 1940-1950 годы учеником художника-пейзажиста Альфа Бахмана в городке Амбах на Штарнбергском озере. В 1943-1945 годы, во время Второй мировой войны, был призван в военно-морской флот. После окончания военных действий сменил ряд профессий, был художником, графиком, светотехником,занимался промышленным дизайном и обработкой стали. Свою первую скульптуру создал в 1961 году. В основе его работ лежат основные геометрические фигуры и проекции: квадрат, круг, прямоугольник и т.д., в сочетании которых Лехнер создаёт различные стальные конструкции. В 1965 году он переезжает в городок Дегерндорф и получает поощрительную стипендию города Мюнхена. С 1976 года Лехнер начинает оформлять свои объемные конструкции из металла также поверхностями из стекла. В 1981 работает над сценическим оформлением театральной постановки "Антигоны" Софокла в Ульме. В 1983 году Лехнер создаёт для международной выставки садоводства в Мюнхене (Internationale Gartenschau 1983) кубическую систему-фонтан «Водная стена». В том же году скульптор переезжает в Геретсрид возле Мюнхена. В 1995 году он становится членом Баварской академии изящных искусств. В 1999 году он создаёт фонд Альфа Лехнера и в 2010, к своему 85 -летию со дня рождения, открывает в городе Ингольштадт, при помощи баварского правительства "музей Лехнера". В том же году он покупает бывшую сталелитейную мастерскую и создаёт там парк скульптур из своих работ.
Член Германского союза художников (Deutscher Künstlerbund, DKB), в период между 1969 и 1992 годами участвует в многочисленных его ежегодных выставках. В 2005 году он принимает участие в «Скульптурной миле» в Ганновере.
Альф Лехнер был близким другом скульптора Фрица Кёнига, которого пережил на 2 дня.

## Галерея

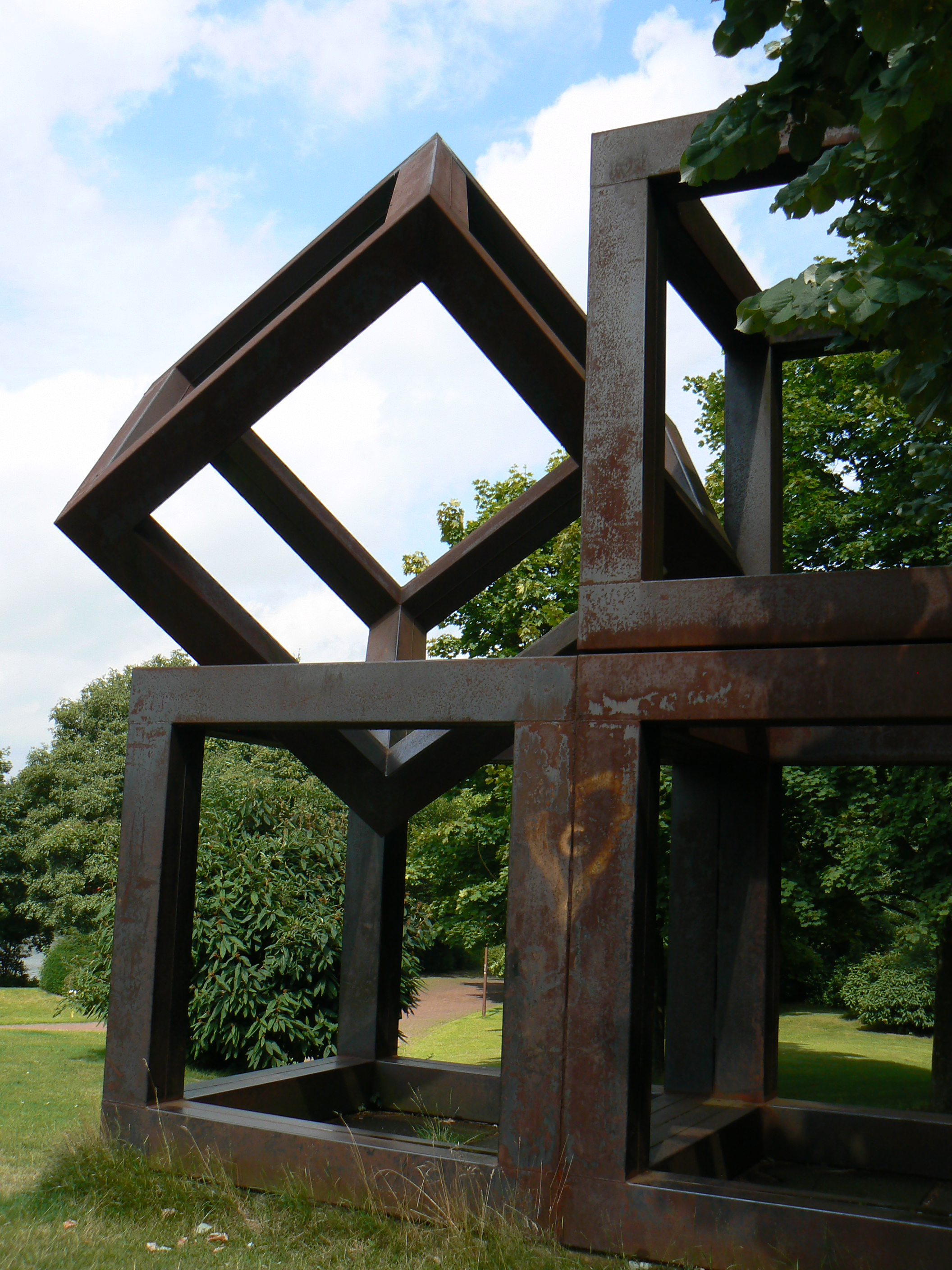
„3/72 Объёмная конструкция“ (Марль, Скульптурный парк-музей, 1972).
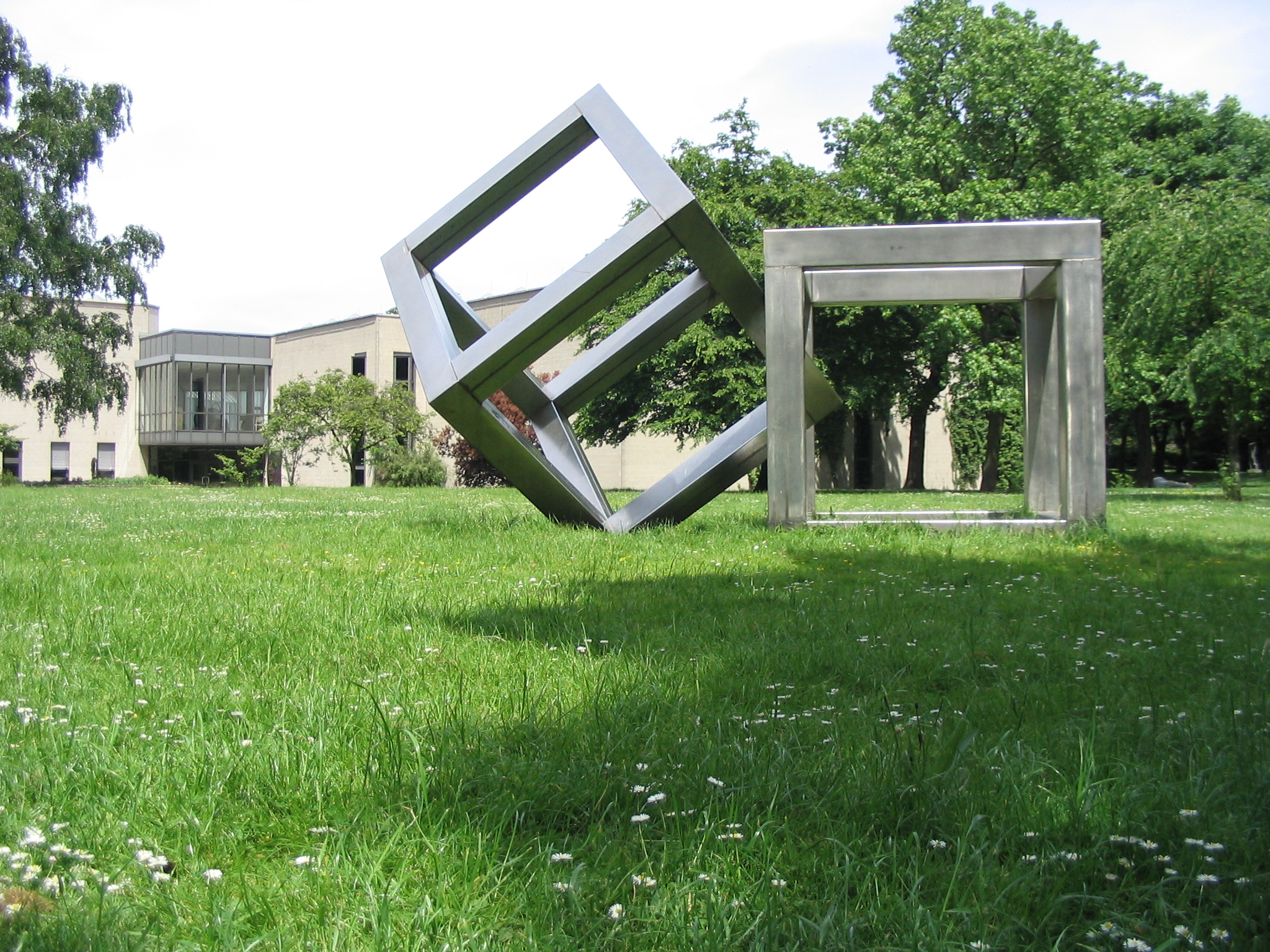
„Sculptuur "3"“ (Дуйсбург, парк Иммануила Канта, 1973).
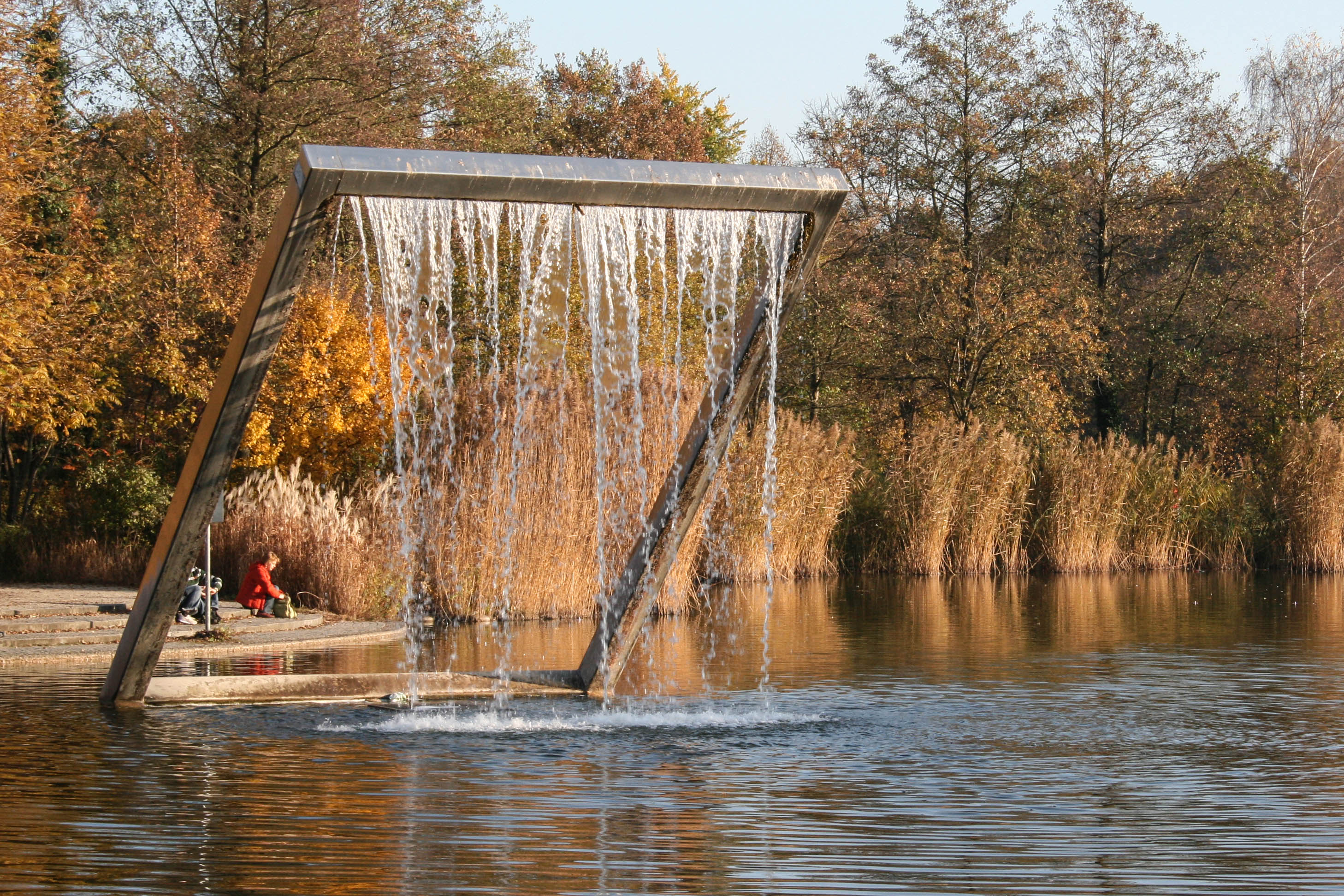
«Водная стена» (Мюнхен, 1983).
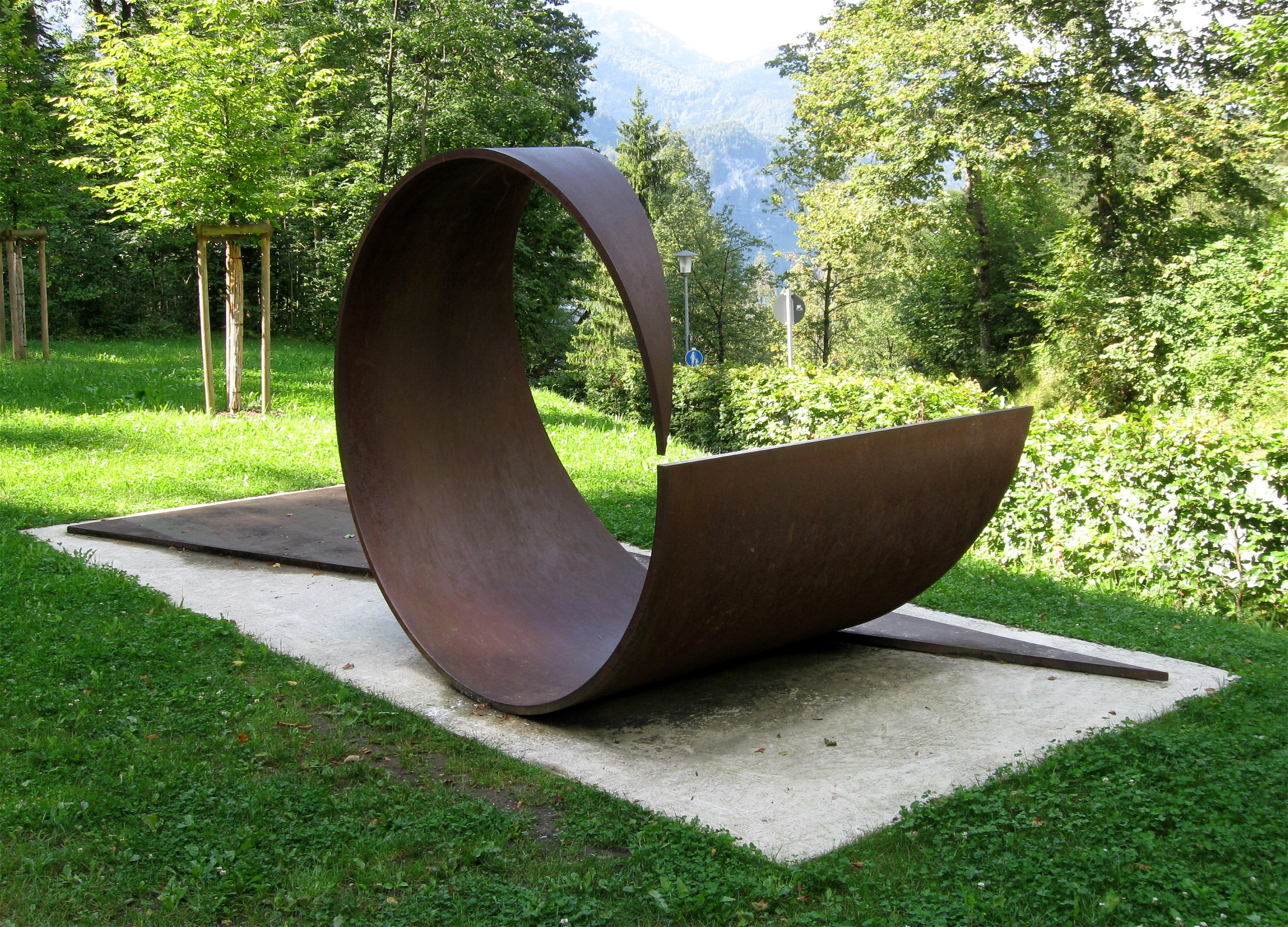
«Воспоминание о Франце Марке» (Кохель-ан-Зее, музей Франца Марка,  1995).
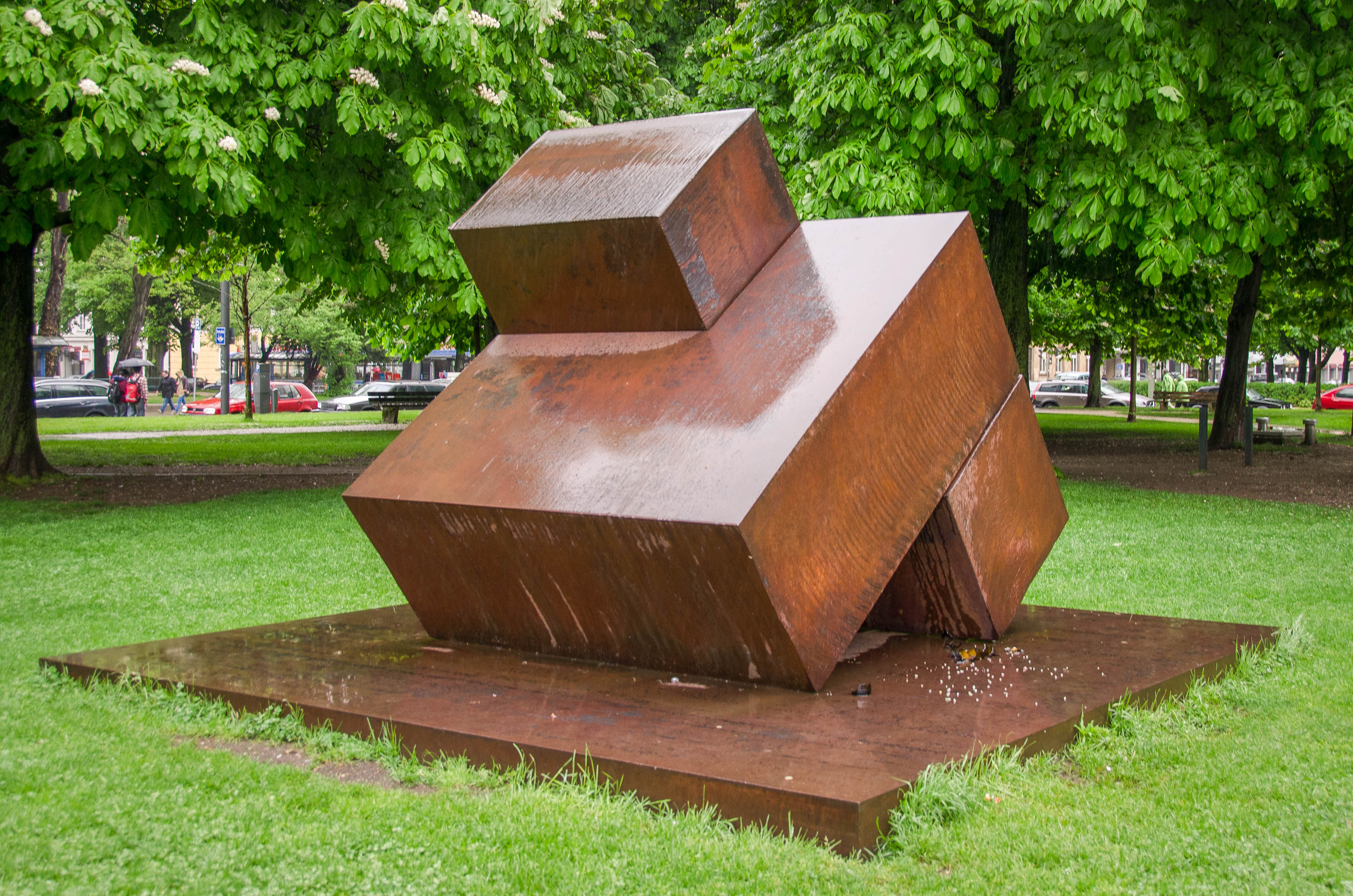
«Друг с другом» (Мюнхен, Пинакотека 1996).
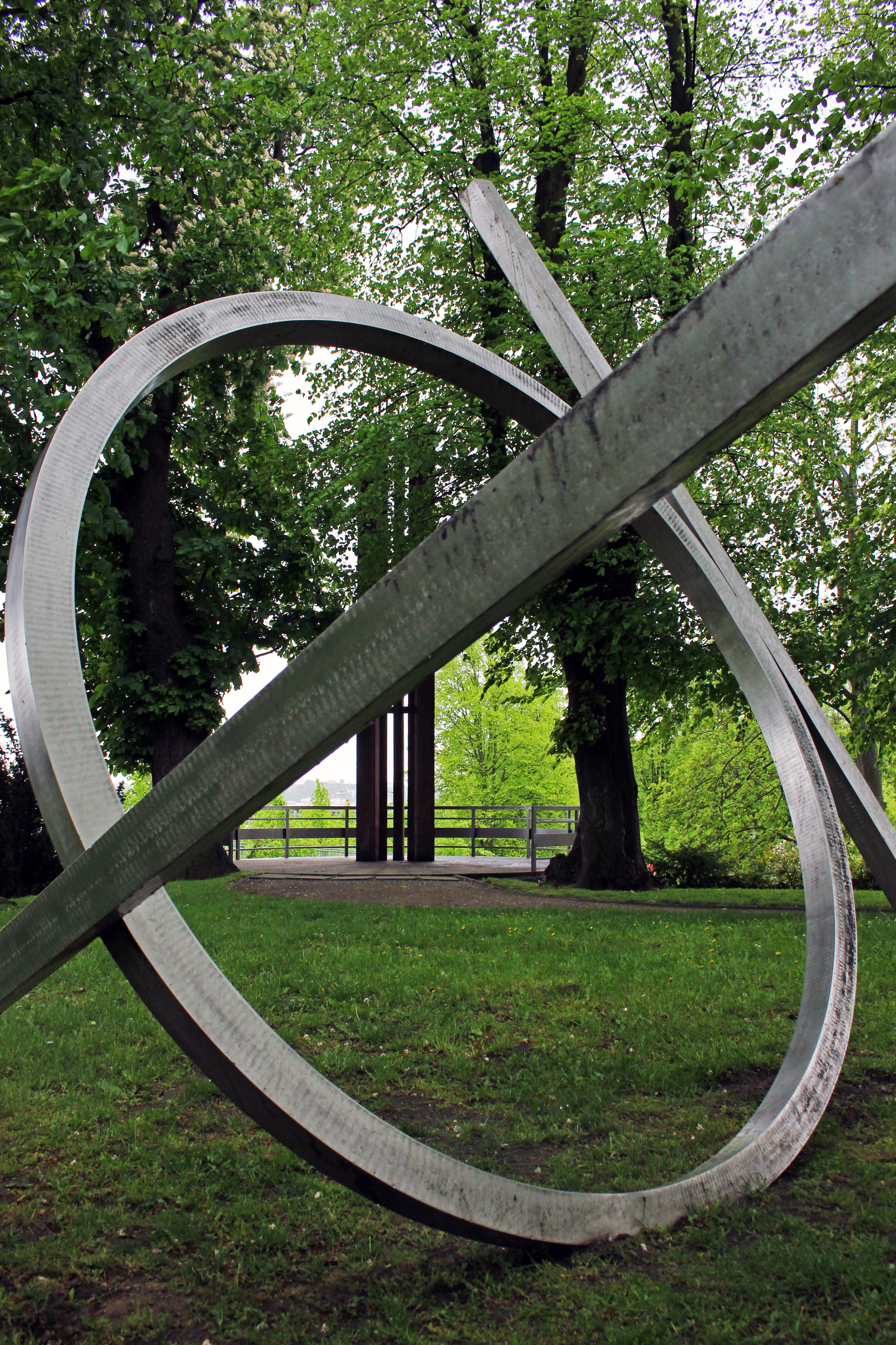
«Внутри кольца».
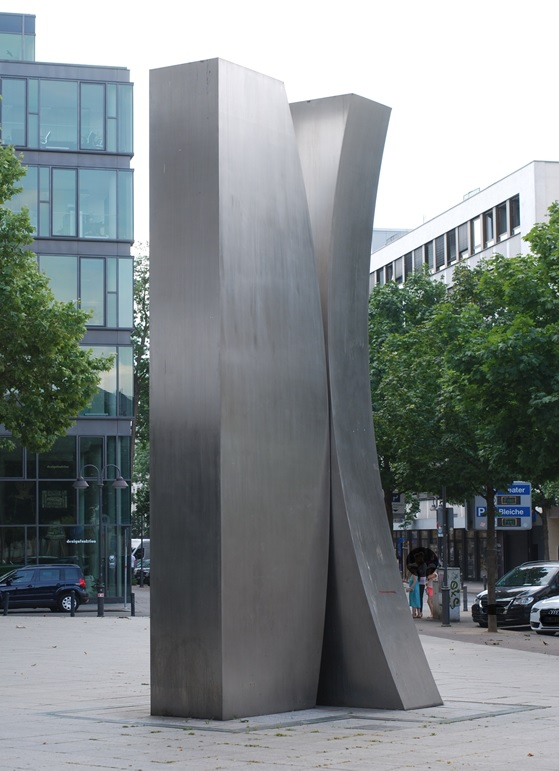
«Констелляция»  Майнц, 1995).
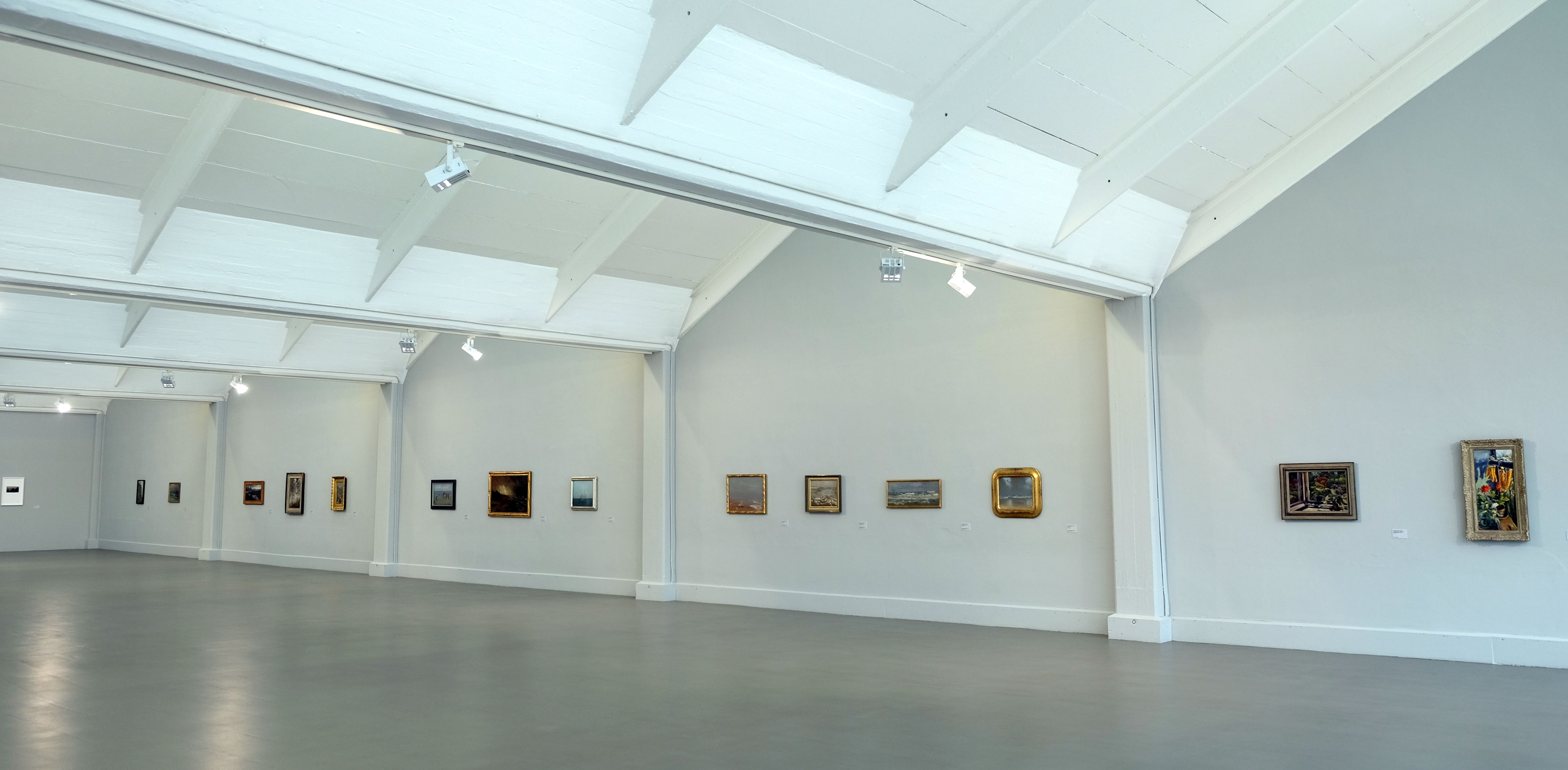
Выставка картин «Небо-вода-сталь», музей Лехнера, Ингольштадт.
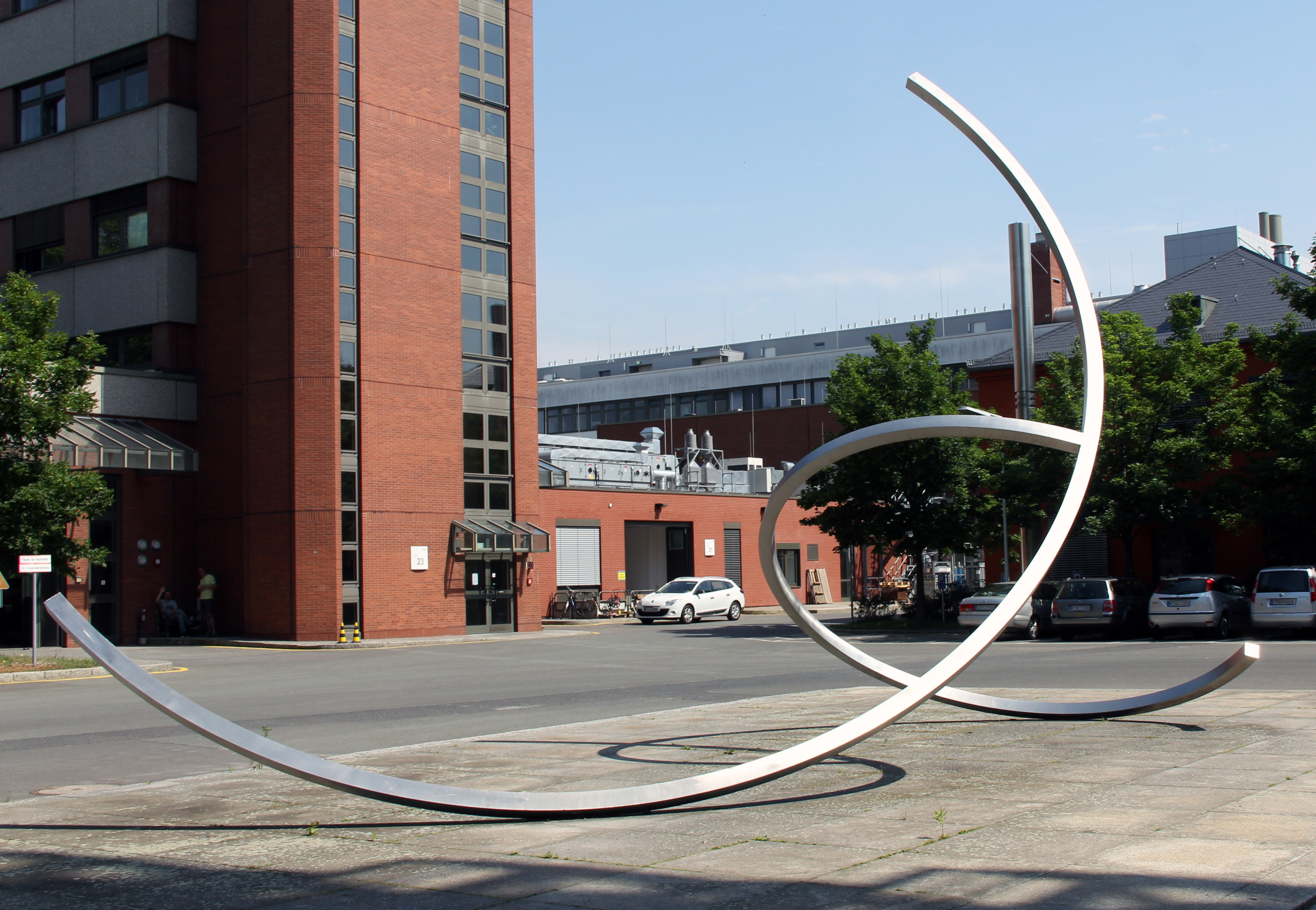
«Полукруг-Тричетвертикруг» (1991).

## Награды (избранное)
- 1974: Художественная премия, Берлин
- 1990: Золотая медаль «Мюнхен светится» (München leuchtet)
- 1991: Премия германских художественных критиков в области изобразительного искусства
- 1992: премия Пипенброк в области скульптуры
- 2000: премия Фридриха Баура Баварской академии художеств
- 2002: Крест ордена «за заслуги ФРГ» первого класса
- 2005: Золотая медаль города Ингольштадт
- 2008: премия в области культура Верхней Баварии
- 2008: баварский орден «За заслуги»
- 2010: баварская конституционная золотая медаль.

## Индивидуальные выставки (избранное)
- 1968: галерея Хеселер, Мюнхен
- 1969: галерея Lempertz Contempora, Кёльн
- 1970: галерея Дефет, , Нюрнберг
- 1971: галерея Роте, Гейдельберг
- 1973: Баденский художественный союз, Карлсруэ
- 1973: галерея Штангль, Мюнхен
- 1973: Государственная галерея современного искусства, Мюнхен
- 1974: музей Лембрук, Дуйсбург
- 1975: музей Фольксванг, Эссен
- 1978: Художественный музей, Киль
- 1981: Государственная галерея, Регенсбург
- 1983: Художественный союз Верхнего Рейна, Бад-Зекинген
- 1984: Художественный музей, Мангейм
- 1985: Государственная галерея современного искусства, Мюнхен
- 1986: Национальная галерея, Берлин
- 1986: Музей современного искусства, дворец Лихтенщтейн, Вена
- 1989: Институт современного искусства, Нюрнберг
- 1898: галерея kö 24, Ганновер
- 1990: Художественный музей, Киль.

## Дополнения
- музей Лехнера, Ингольштадт.